# أرت سافاج
أرت سافاج (بالإنجليزية: Art Savage) هو لاعب هوكي الجليد أمريكي، ولد في 3 يوليو 1951 في أماريلو في الولايات المتحدة، وتوفي في 21 نوفمبر 2009 بسبب سرطان.